# زوی میگدال

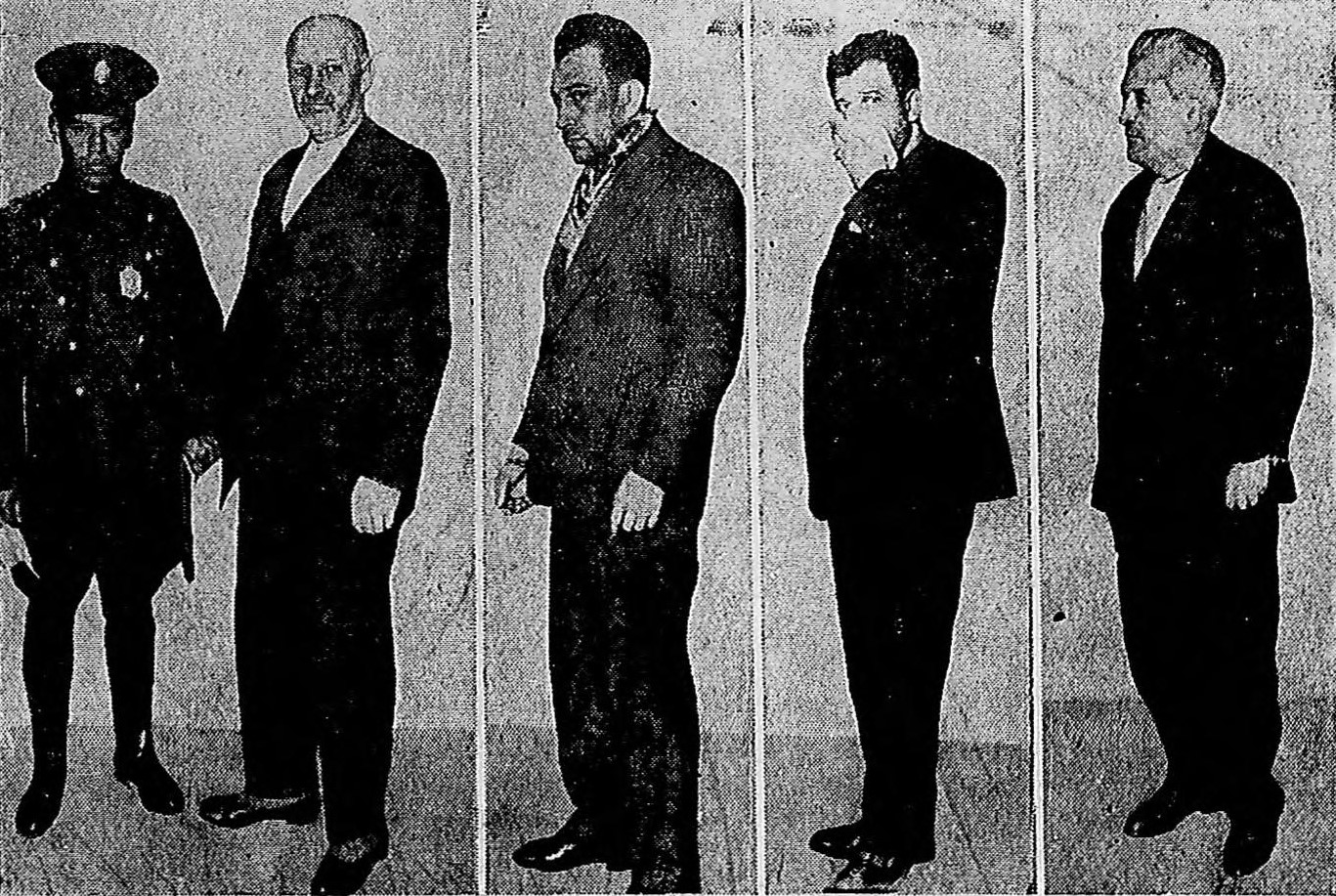
تصویری از مظنونان زوی‌میگدل، ۱۹۳۰

زوی میگدال (به عبری: צבי מגדל) یک سازمان  تبهکاری متشکل از گروهی از یهودیان مستقر در آرژانتین بوده است که به اشاعه روسپی‌گری در سطح جهانی و همچنین قاچاق دختران و زنان از شهرهای کوچک یهودی‌نشین واقع در شرق اروپا موسوم به اشتتل می‌پرداختند.
زوی میگدال از دهه ۱۸۶۰ میلادی تا سال ۱۹۳۹ به فعالیت‌های تبهکارانه مشغول بود تا اینکه در سال ۱۹۳۹ توسط حکومت ناسیونال سوسیالیست آلمان به رهبری آدولف هیتلر در اروپا متلاشی شد. این شبکه در روزهای اوجش بعد از جنگ جهانی اول به تنهایی فقط ۴۰۰ عضو در کشور آرژانتین داشت. درآمد سالیانه آن در اوایل قرن بیستم به ۵۰ میلیون دلار می‌رسید. مرکز فرماندهی این شبکه تبهکار در بوئنوس آیرس بود و در دیگر شهرهای آرژانتین، برزیل، نیویورک، ورشو، آفریقای جنوبی، هند و چین نیز شعبه داشت.
زوی میگدال در سال ۱۹۲۰ با داشتن ۴۳۰ قواد، ۲۰۰۰ روسپی‌خانه و ۴۰۰۰ روسپی فقط در آرژانتین، به اوج فعالیت خود رسید.

## تاریخچه نام
نام اصلی این سازمان جامعه یهودی کمک‌های متقابل ورشو بود. پس از شکایت سفیر لهستان به مقامات آرژانتینی در خصوص استفاده از نام ورشو، در تاریخ ۷ مه ۱۹۰۶ سازمان نام خود را به پاس زحمات لوئیس میگدال (از بنیانگذاران سازمان) به زوی میگدال تغییر داد. 